# Arrondissement Fort-Liberté

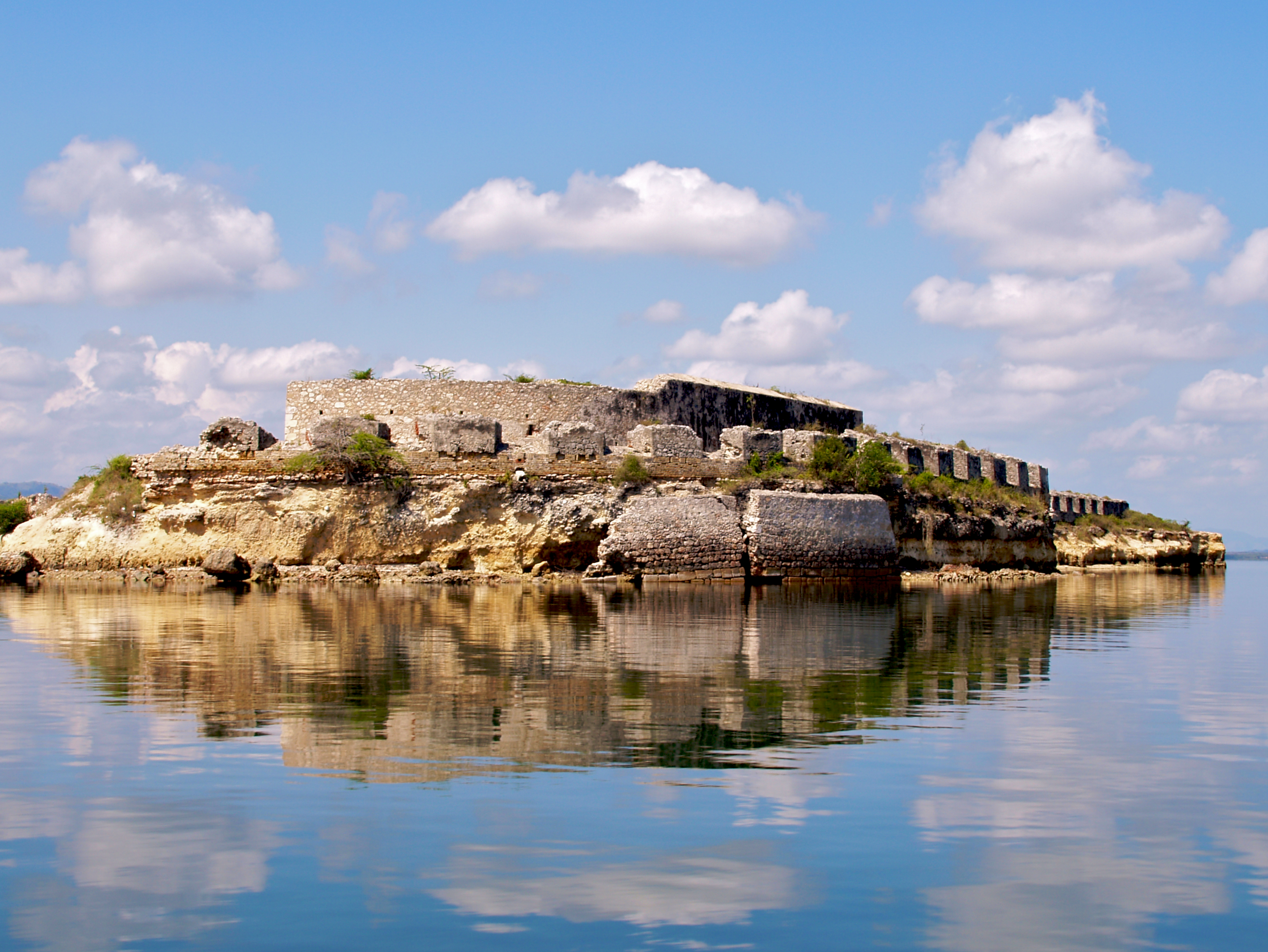
Das Fort Saint Joseph in der Stadt Fort-Liberté

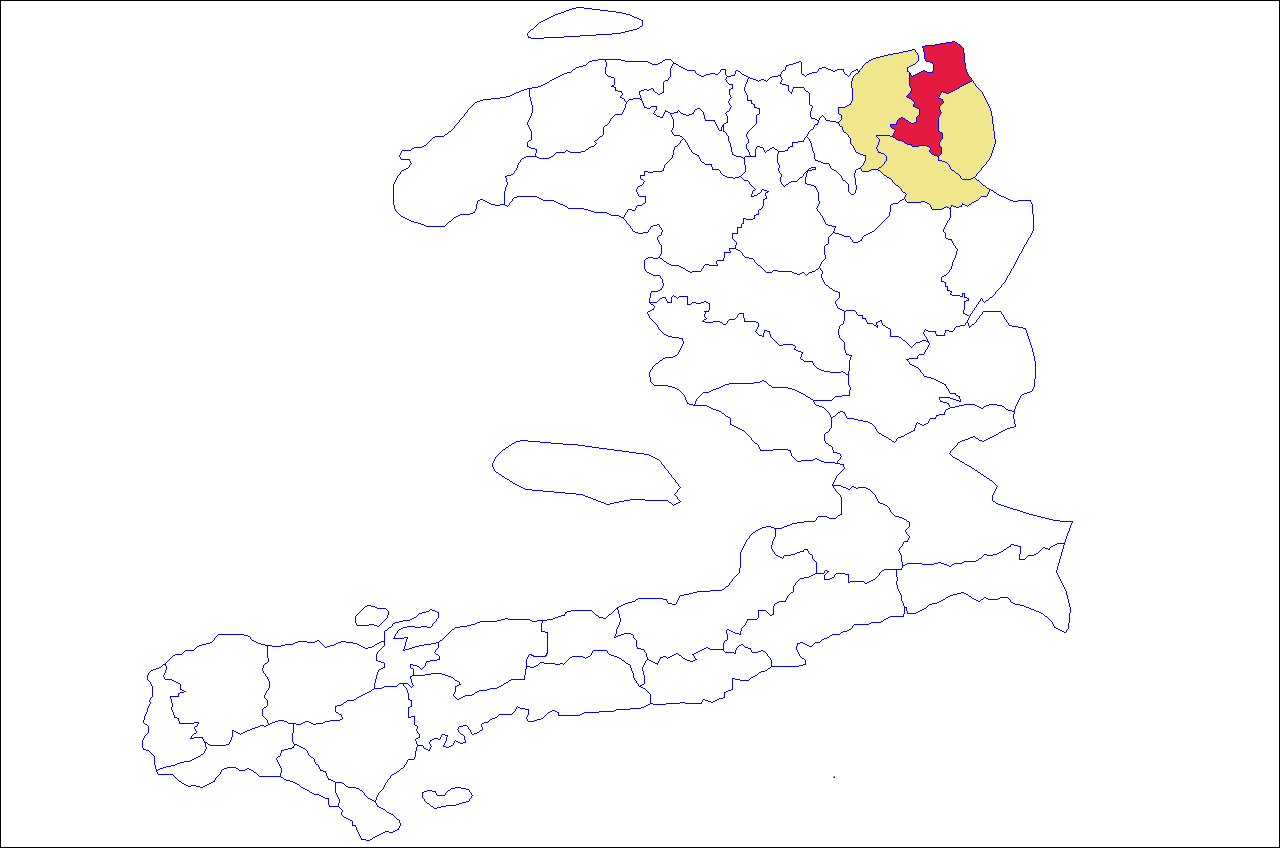
Lage des Arrondissements Fort-Liberté in Haiti und im Département Nord-Est

Das Arrondissement Fort-Liberté (haitianisch-kreolisch: Fòlibète) ist eine der vier Verwaltungseinheiten des Départements Nord-Est, Haiti. Hauptort ist die Stadt Fort-Liberté.

## Lage und Beschreibung
Das Arrondissement liegt im Nordosten des Départements Nord-Est. Es grenzt im Norden an den Atlantischen Ozean, der hier den natürlichen Hafen der Baie de Fort-Liberté bildet. Benachbart ist im Osten die Dominikanische Republik (Provinz Monte Cristi/Provinz Dajabón) und das Arrondissement Ouanaminthe. Im Süden liegt das Arrondissement Vallières und im Westen das Arrondissement Trou-du-Nord.
In dem Arrondissement gibt es drei Gemeinden:
- Fort-Liberté (rund 34.000 Einwohner),
- Ferrier (rund 15.000 Einwohner) und
- Perches (rund 12.000 Einwohner).

Das Arrondissement hat rund 61.000 Einwohner (Stand: 2015).
Die Route Nationale 6 (RN-6; Cap-Haitien – Ouanaminthe/Dajabón, Dominikanische Republik) verläuft durch das Arrondissement.